# Ноемі Фокс
Ноемі Фокс (19 березня 1997 , Марсель ) — австралійська веслувальниця, олімпійська чемпіонка 2024 року.

## Виступи на Олімпіадах
| Олімпіада  | Дисципліна    | Місце |
| ---------- | ------------- | ----- |
| Париж 2024 | байдарки-крос | 1     |

## Зовнішні посилання
- Ноемі Фокс на сайті International Canoe Federation (англійська)
- Ноемі Фокс на сайті Olympics.com (англійська)
- Ноемі Фокс на сайті Australian Olympic Committee (англійська)